# Benny Nielsen
Benny Nielsen (n. 26 martie 1966, Aalborg, Danemarca) este un înotător danez, medaliat olimpic. A participat la o ediție a Jocurilor Olimpice (1988) în care a câștigat o medalie de argint.

## Participări
Lista de mai jos prezintă principalele competiții la care a participat Benny Nielsen de-a lungul carierei.
- swimming at the 1988 Summer Olympics – men's 200 metre butterfly[*]